# Expert (časopis)
Expert je ruský týdeník vycházející od 1995 roku. Věnuje se převážně ekonomickým, společenským a politickým tématům. Šéfredaktorem je stoupenec Vladimira Putina Valerij Fadějev.